# Campeonato Paulista 1977
In 1977 werd het 75ste Campeonato Paulista gespeeld voor voetbalclubs uit de Braziliaanse staat São Paulo. De competitie werd georganiseerd door de FPF en werd gespeeld van 5 februari tot 13 oktober. Corinthians werd kampioen. 
De clubs werden in de eerste twee toernooien in vier groepen van vijf clubs verdeeld en speelden elk één keer tegen elkaar en de clubs van de andere groepen. In de eerste twee toernooien kregen de clubs drie punten bij een overwinning als er met drie of meer doelpunten verschil gewonnen werd. 

## Eerste toernooi

### Groep A
| Plaats | Club                | Wed. | W+3 | W+2 | G  | V | Saldo | Ptn. |
| ------ | ------------------- | ---- | --- | --- | -- | - | ----- | ---- |
| 1.     | Palmeiras           | 18   | 2   | 10  | 5  | 1 | 33:13 | 31   |
| 2.     | Ponte Preta         | 18   | 3   | 2   | 10 | 3 | 29:21 | 23   |
| 3.     | São Bento           | 18   | 0   | 4   | 7  | 7 | 12:19 | 15   |
| 4.     | Ferroviária         | 18   | 0   | 5   | 4  | 9 | 10:19 | 14   |
| 5.     | Portuguesa Santista | 18   | 0   | 3   | 8  | 7 | 12:23 | 14   |

|  | Geplaatst voor knock-outfase |

### Groep B
| Plaats | Club             | Wed. | W+3 | W+2 | G | V  | Saldo | Ptn. |
| ------ | ---------------- | ---- | --- | --- | - | -- | ----- | ---- |
| 1.     | Botafogo         | 18   | 4   | 7   | 6 | 1  | 30:10 | 32   |
| 2.     | Corinthians      | 18   | 3   | 6   | 5 | 4  | 25:13 | 26   |
| 3.     | XV de Piracicaba | 18   | 0   | 7   | 8 | 3  | 18:13 | 22   |
| 4.     | Juventus         | 18   | 2   | 3   | 7 | 6  | 25:23 | 19   |
| 5.     | XV de Jaú        | 18   | 1   | 4   | 1 | 12 | 12:25 | 12   |

|  | Geplaatst voor knock-outfase |

### Groep C
| Plaats | Club       | Wed. | W+3 | W+2 | G | V  | Saldo | Ptn. |
| ------ | ---------- | ---- | --- | --- | - | -- | ----- | ---- |
| 1.     | São Paulo  | 18   | 2   | 8   | 5 | 3  | 30:15 | 27   |
| 2.     | Portuguesa | 18   | 2   | 2   | 7 | 7  | 20:22 | 17   |
| 3.     | Noroeste   | 18   | 0   | 6   | 4 | 8  | 20:26 | 16   |
| 4.     | Marília    | 18   | 0   | 3   | 6 | 9  | 15:27 | 12   |
| 5.     | Comercial  | 18   | 0   | 3   | 4 | 11 | 15:33 | 10   |

|  | Geplaatst voor knock-outfase |

### Groep D
| Plaats | Club     | Wed. | W+3 | W+2 | G | V | Saldo | Ptn. |
| ------ | -------- | ---- | --- | --- | - | - | ----- | ---- |
| 1.     | Guarani  | 18   | 2   | 6   | 5 | 5 | 22:16 | 23   |
| 2.     | Santos   | 18   | 1   | 6   | 6 | 5 | 20:18 | 21   |
| 3.     | América  | 18   | 1   | 6   | 3 | 8 | 17:23 | 18   |
| 4.     | Paulista | 18   | 1   | 2   | 8 | 7 | 13:19 | 15   |

|  | Geplaatst voor knock-outfase |

### Knock-outfase
In geval van gelijkspel wint de club met het beste resultaat in de competitie.
|  | Halve finale | Halve finale |   |  | Finale   | Finale |  |
|  |              |              |   |  |          |        |  |
|  |              |              |   |  |          |        |  |
|  | Botafogo     | 0            |   |  |          |        |  |
|  | Guarani      | 0            |   |  |          |        |  |
|  |              |              |   |  |          |        |  |
|  |              |              |   |  |          |        |  |
|  |              |              |   |  | Botafogo | 0      |  |
|  |              | São Paulo    | 0 |  |          |        |  |
|  |              |              |   |  |          |        |  |
|  |              |              |   |  |          |        |  |
|  |              |              |   |  |          |        |  |
|  |              |              |   |  |          |        |  |
|  | Palmeiras    | 1            |   |  |          |        |  |
|  | São Paulo    | 3            |   |  |          |        |  |

## Tweede toernooi

### Groep A
| Plaats | Club       | Wed. | W+3 | W+2 | G | V  | Saldo | Ptn. |
| ------ | ---------- | ---- | --- | --- | - | -- | ----- | ---- |
| 1.     | Portuguesa | 18   | 3   | 5   | 7 | 3  | 30:16 | 26   |
| 2.     | Santos     | 18   | 2   | 7   | 4 | 5  | 23:16 | 24   |
| 3.     | Comercial  | 18   | 1   | 5   | 7 | 5  | 23:18 | 20   |
| 4.     | São Bento  | 18   | 1   | 5   | 2 | 10 | 21:30 | 15   |
| 5.     | Noroeste   | 18   | 0   | 2   | 3 | 13 | 12:35 | 7    |

|  | Geplaatst voor knock-outfase |

### Groep B
| Plaats | Club      | Wed. | W+3 | W+2 | G | V  | Saldo | Ptn. |
| ------ | --------- | ---- | --- | --- | - | -- | ----- | ---- |
| 1.     | São Paulo | 18   | 5   | 4   | 5 | 4  | 31:12 | 28   |
| 2.     | Guarani   | 18   | 1   | 7   | 7 | 3  | 21:13 | 24   |
| 3.     | América   | 18   | 3   | 3   | 4 | 8  | 24:18 | 19   |
| 4.     | Paulista  | 18   | 2   | 3   | 3 | 10 | 21:32 | 15   |
| 5.     | Marília   | 18   | 0   | 5   | 2 | 11 | 15:35 | 12   |

|  | Geplaatst voor knock-outfase |

### Groep C
| Plaats | Club                | Wed. | W+3 | W+2 | G | V  | Saldo | Ptn. |
| ------ | ------------------- | ---- | --- | --- | - | -- | ----- | ---- |
| 1.     | Corinthians         | 18   | 3   | 10  | 0 | 5  | 34:17 | 29   |
| 2.     | Ponte Preta         | 18   | 1   | 11  | 4 | 2  | 25:9  | 29   |
| 3.     | Juventus            | 18   | 2   | 5   | 4 | 7  | 20:20 | 20   |
| 4.     | XV de Jaú           | 18   | 1   | 4   | 5 | 8  | 20:30 | 16   |
| 5.     | Portuguesa Santista | 18   | 0   | 0   | 3 | 15 | 13:45 | 3    |

|  | Geplaatst voor knock-outfase |

### Groep D
| Plaats | Club             | Wed. | W+3 | W+2 | G | V | Saldo | Ptn. |
| ------ | ---------------- | ---- | --- | --- | - | - | ----- | ---- |
| 1.     | Palmeiras        | 18   | 4   | 5   | 8 | 1 | 39:19 | 30   |
| 2.     | Botafogo         | 18   | 1   | 7   | 6 | 4 | 25:17 | 23   |
| 3.     | XV de Piracicaba | 18   | 0   | 7   | 3 | 8 | 18:29 | 17   |
| 4.     | Ferroviária      | 18   | 1   | 5   | 3 | 9 | 17:20 | 16   |

|  | Geplaatst voor knock-outfase |

### Knock-outfase
|  | Halve finale | Halve finale |   |  | Finale    | Finale |  |
|  |              |              |   |  |           |        |  |
|  |              |              |   |  |           |        |  |
|  | Palmeiras    | 2            |   |  |           |        |  |
|  | Portuguesa   | 1            |   |  |           |        |  |
|  |              |              |   |  |           |        |  |
|  |              |              |   |  |           |        |  |
|  |              |              |   |  | Palmeiras | 0      |  |
|  |              | Corinthians  | 1 |  |           |        |  |
|  |              |              |   |  |           |        |  |
|  |              |              |   |  |           |        |  |
|  |              |              |   |  |           |        |  |
|  |              |              |   |  |           |        |  |
|  | Corinthians  | 2            |   |  |           |        |  |
|  | São Paulo    | 1            |   |  |           |        |  |

## Totaalstand
| Plaats | Club                | Wed. | W+3 | W+2 | G  | V  | Saldo | Ptn. |
| ------ | ------------------- | ---- | --- | --- | -- | -- | ----- | ---- |
| 1.     | Palmeiras           | 36   | 6   | 15  | 13 | 2  | 72:32 | 61   |
| 2.     | Corinthians         | 36   | 6   | 16  | 5  | 9  | 59:30 | 55   |
| 3.     | São Paulo           | 36   | 7   | 12  | 10 | 7  | 61:27 | 55   |
| 4.     | Botafogo            | 36   | 5   | 14  | 12 | 5  | 55:27 | 55   |
| 5.     | Ponte Preta         | 36   | 4   | 13  | 14 | 5  | 54:30 | 52   |
| 6.     | Guarani             | 36   | 3   | 13  | 12 | 8  | 43:29 | 47   |
| 7.     | Santos              | 36   | 3   | 13  | 10 | 10 | 43:34 | 45   |
| 8.     | Portuguesa          | 36   | 5   | 7   | 14 | 10 | 50:38 | 43   |
| 9.     | XV de Piracicaba    | 36   | 0   | 14  | 11 | 11 | 36:42 | 39   |
| 10.    | Juventus            | 36   | 4   | 8   | 11 | 13 | 45:43 | 39   |
| 11.    | América             | 36   | 4   | 9   | 7  | 16 | 41:41 | 37   |
| 12.    | Ferroviária         | 36   | 1   | 10  | 7  | 18 | 27:39 | 30   |
| 13.    | São Bento           | 36   | 1   | 9   | 9  | 17 | 33:49 | 30   |
| 14.    | Comercial           | 36   | 1   | 8   | 11 | 16 | 38:51 | 30   |
| 15.    | Paulista            | 36   | 3   | 5   | 11 | 17 | 34:51 | 30   |
| 16.    | XV de Jaú           | 36   | 2   | 8   | 6  | 20 | 32:55 | 28   |
| 17.    | Marília             | 36   | 0   | 8   | 8  | 20 | 30:62 | 24   |
| 18.    | Noroeste            | 36   | 0   | 8   | 7  | 21 | 32:61 | 23   |
| 19.    | Portuguesa Santista | 36   | 0   | 3   | 11 | 22 | 25:68 | 17   |

|  | Geplaatst voor derde toernooi |

## Derde toernooi

### Groep A
| Plaats | Club        | Wed. | W | G | V | Saldo | Ptn. |
| ------ | ----------- | ---- | - | - | - | ----- | ---- |
| 1.     | Ponte Preta | 7    | 5 | 2 | 0 | 9:2   | 12   |
| 2.     | Botafogo    | 6    | 2 | 0 | 4 | 6:7   | 4    |
| 3.     | Santos      | 7    | 1 | 2 | 4 | 4:9   | 4    |
| 4.     | Palmeiras   | 6    | 0 | 4 | 2 | 4:7   | 4    |

|  | Geplaatst voor finale |

### Groep B
| Plaats | Club        | Wed. | W | G | V | Saldo | Ptn. |
| ------ | ----------- | ---- | - | - | - | ----- | ---- |
| 1.     | Corinthians | 7    | 4 | 1 | 2 | 8:5   | 9    |
| 2.     | São Paulo   | 7    | 3 | 2 | 2 | 8:6   | 8    |
| 3.     | Portuguesa  | 7    | 2 | 3 | 2 | 5:6   | 7    |
| 4.     | Guarani     | 7    | 2 | 2 | 3 | 6:8   | 6    |

|  | Geplaatst voor finale |

### Finale
In geval dat de clubs na drie wedstrijden gelijk stonden werd er een verlenging gespeeld, waarvan enkel dat resultaat telde. Indien het daarna nog gelijkstond won de club met het beste resultaat in de competitie. 
|                            |             |              |             |                                                    |
| 5 oktober Eerste wedstrijd | Ponte Preta | 0 – 1        | Corinthians | Estádio do Morumbi, São Paulo Toeschouwers: 65.806 |
| 5 oktober Eerste wedstrijd |             | 14' Palhinha |             | Estádio do Morumbi, São Paulo Toeschouwers: 65.806 |

|                            |              |       |                      |                                                     |
| 9 oktober Tweede wedstrijd | Corinthians  | 1 – 2 | Ponte Preta          | Estádio do Morumbi, São Paulo Toeschouwers: 138.032 |
| 9 oktober Tweede wedstrijd | Vaguinho 67' |       | 14' Dicá 83' Rui Rei | Estádio do Morumbi, São Paulo Toeschouwers: 138.032 |

|                            |             |       |             |                                                    |
| 13 oktober Derde wedstrijd | Corinthians | 1 - 0 | Ponte Preta | Estádio do Morumbi, São Paulo Toeschouwers: 86.677 |
| 13 oktober Derde wedstrijd | Basílio 81' |       |             | Estádio do Morumbi, São Paulo Toeschouwers: 86.677 |

## Kampioen
| Campeonato Paulista de 1977      |
| São Paulo                        |
| -------------------------------- |
| CORINTHIANS Kampioen (16° titel) |